# لویی دو شامزاون
لویی دو شامزاون (فرانسوی: Louis de Champsavin‎; ۲۴ نوامبر ۱۸۶۷ – ۲۰ دسامبر ۱۹۱۶) سوارکار پرش اهل فرانسه بود.
وی همچنین برندهٔ جوایزی همچون لژیون دونور (شوالیه) شده‌است.